# Gauloises

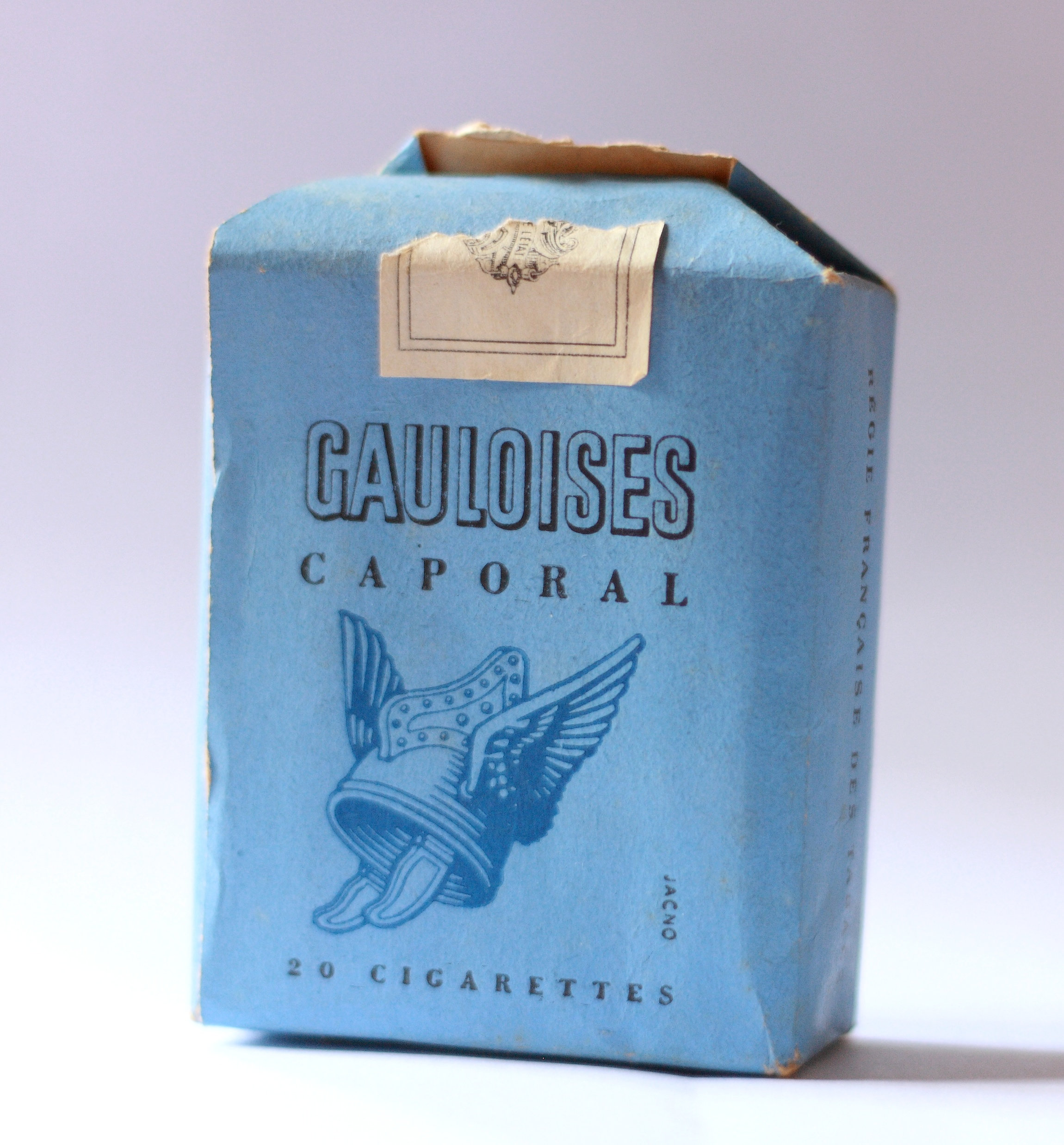
Il celebre pacchetto delle Gauloises Caporal degli anni'60

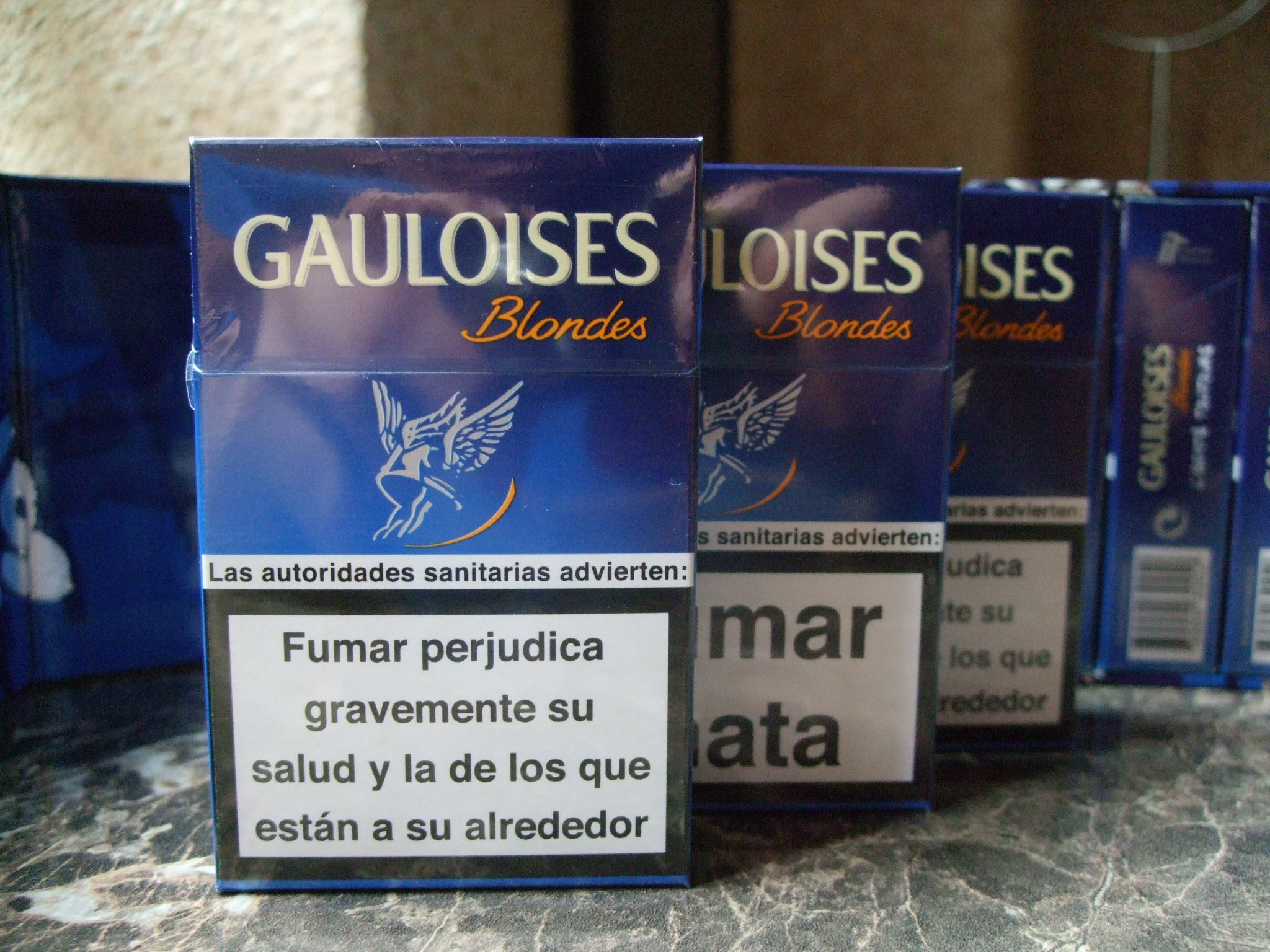
Pacchetti di Gauloises Blondes Blu

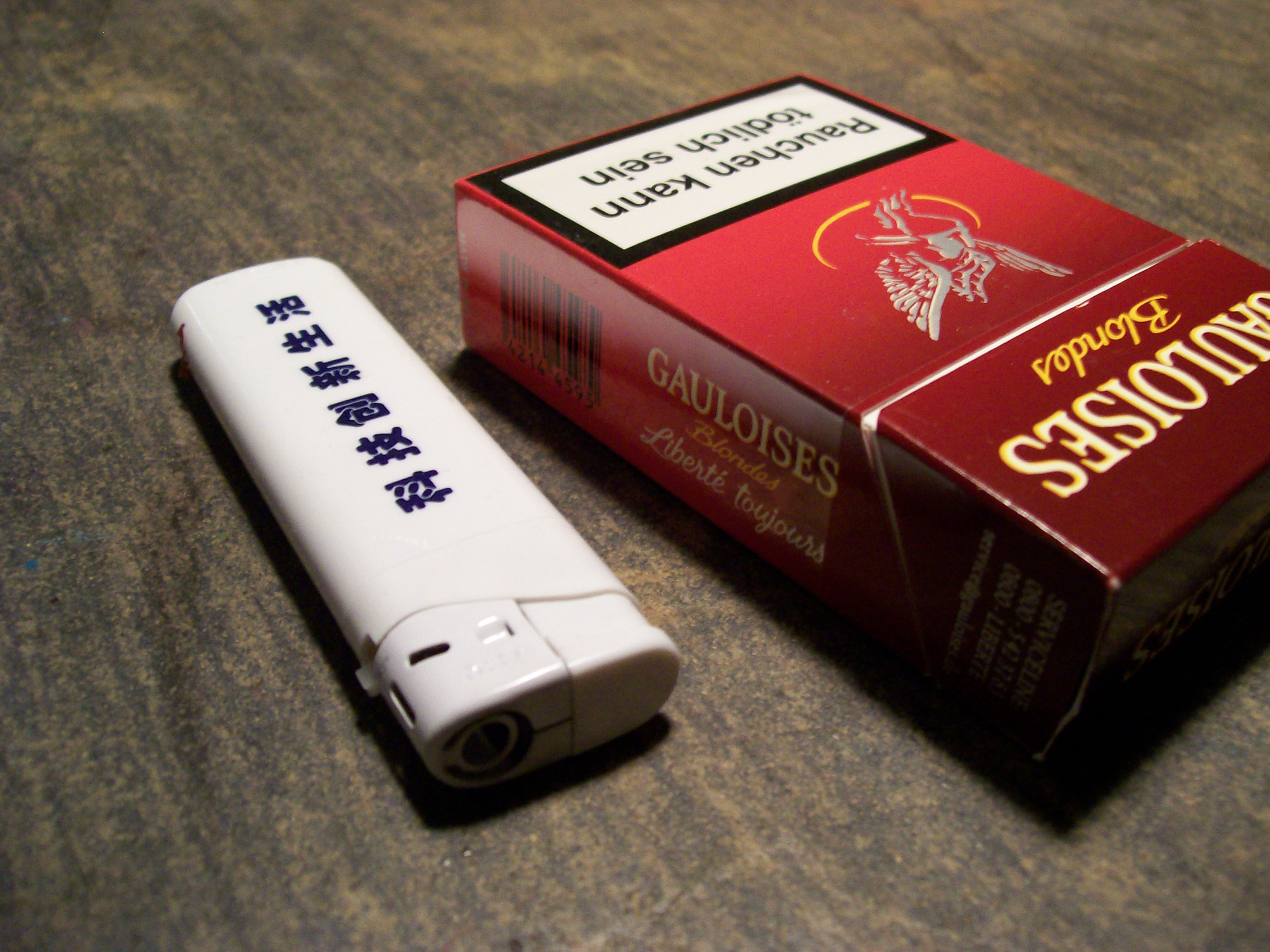
Un pacchetto tedesco di Gauloises Blondes Red e un accendino piezoelettrico

Gauloises è una marca francese di sigarette, prodotte dalla società Altadis. Lo slogan è "Liberté Toujours" (Libertà sempre) mentre sul pacchetto (blu, rosso o giallo a seconda della varietà) appare una rappresentazione stilizzata del preteso elmo gallico alato.
Il marchio Gauloises è considerato un key international brand: le Gauloises si possono trovare nei mercati di tutto il mondo, ed è un'importante acquisizione nel portafoglio internazionale di sigarette Imperial Tobacco.

## Storia
La marca Gauloises comparve per la prima volta nel 1910: le prime sigarette a essere commercializzate erano corte, senza filtro e a base di tabacco bruno, caratteristiche che diedero loro la fama di sigarette dal gusto molto forte. Lo stesso gusto può essere ritrovato, seppur con qualche leggera variazione, nelle Gauloises brunes senza filtro.
Negli anni cinquanta sono comparse per la prima volta sul mercato le Gauloises con filtro.
Nel 1984 hanno infine esordito sul mercato le Gauloises Blondes. Contrariamente alla maggior parte degli altri marchi, che solitamente usano il rosso per indicare la varietà più forte delle loro sigarette e il blu o l'azzurro per quella più leggera, le Gauloises si distinguono in quanto vale l'esatto contrario: la varietà forte presenta infatti un pacchetto blu (colore tradizionalmente associato alla Francia) mentre il rosso è riservato alla varietà dal gusto più leggero.
Nel 2005 il gruppo Altadis ha chiuso la ditta di Lilla, dove le sigarette erano fabbricate, e ha traslocato la produzione delle «brune» ad Alicante, lasciando nel sito di Nantes le «bionde».

## Sponsorizzazioni sportive

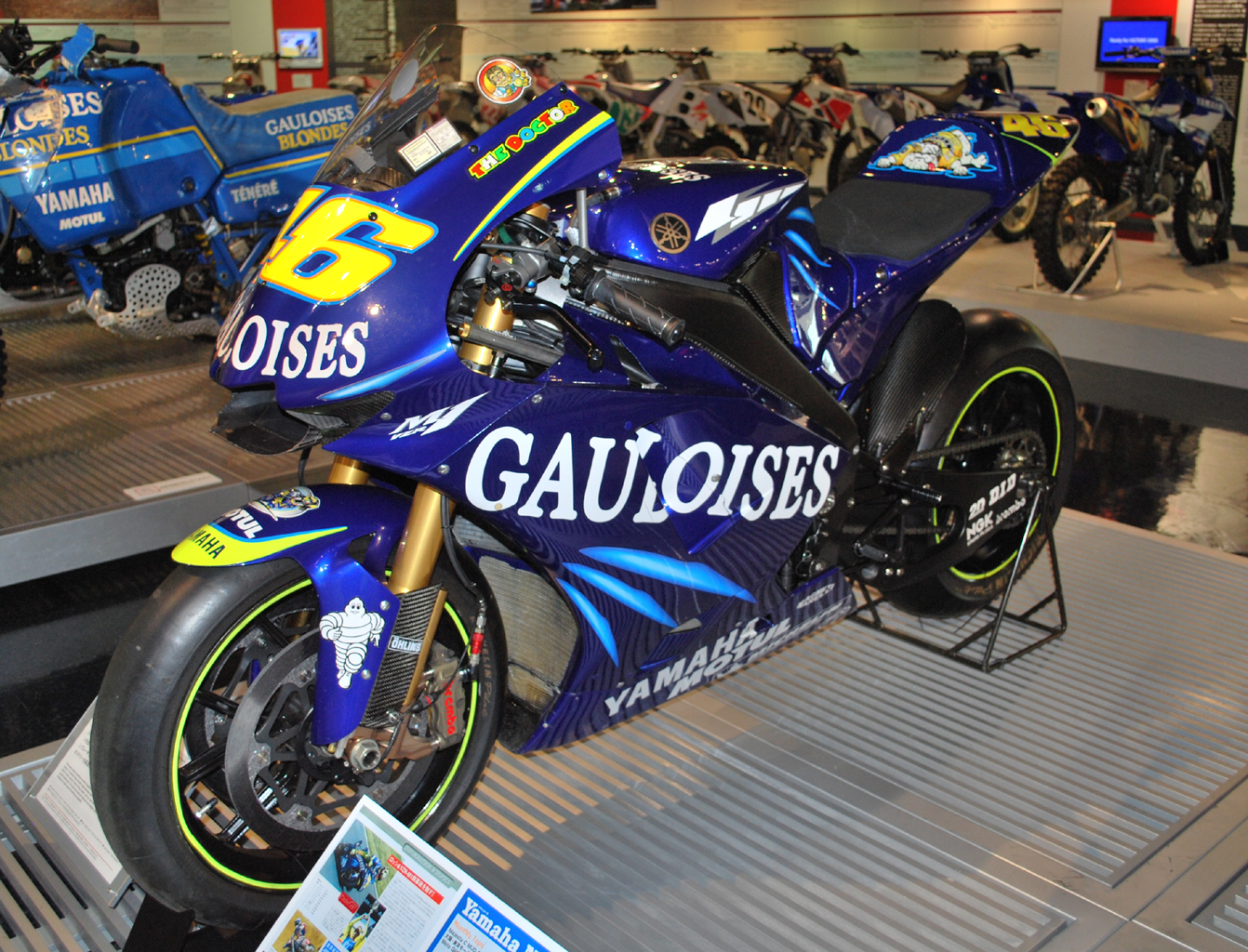
La Yamaha YZR-M1 del 2004 pubblicizzata Gauloises

Il nome della marca è anche noto nel mondo dello sport per le molte sponsorizzazioni in Formula 1, dove ha sponsorizzato le scuderie francesi Ligier prima e Prost Grand Prix poi (nel periodo di tempo che va dal 1996 al 2000, nei gran premi di paesi anti-fumo appariva scritto Ligier o un codice a barre per la Prost), nel Campionato Mondiale Rally dove il marchio compariva sulla Citroën Xsara WRC di Sébastien Loeb, nella Parigi-Dakar con team auto, camion e moto (sia KTM che BMW), e nel MotoGP (nei paesi antifumo), dove ha sponsorizzato il Team Yamaha.
A causa delle leggi antifumo, il marchio ha lasciato lo sport.

## Nella cultura di massa
Nel 1969 fu realizzato in Francia un lungometraggio dal titolo Les Gauloises bleues. Nella canzone “Per Angela” di Umberto Tozzi del 1981 vengono menzionate le sigarette francesi. Nel 2004, la marca in questione appare nel film "Tutti i tesori del mondo", quindicesimo dedicato a Lupin III, il celebre ladro gentiluomo creato da Monkey Punch. Sono fumate dal nemico secondario, Joseph Malkovich, appena evaso da Alcatraz.